# Møns historie
Møns historie strækker sig over flere tusind år. Øen har været beboet siden bondestenalderen og rummer rige arkæologiske fund fra både bronzealder, jernalder og vikingetid. I middelalderen blev Møn organiseret i landsbyer og sogne, og Stege udviklede sig til øens handelsmæssige centrum med Stegehus som politisk og militært midtpunkt. Under Grevens Fejde og senere under skånske krige blev øen påvirket af plyndringer og krigshandlinger, herunder slaget ved Møn i 1677. I nyere tid spillede Møn en rolle i dansk landbrug og fiskeri, og turismen blev en voksende del af økonomien med attraktioner som Møns Klint og Camønoen. I dag er øen kendt for sin natur, kulturhistorie og optagelsen af Møns Klint på UNESCOs Verdensarvsliste i 2025.

## Stenalderen

### Jægerstenalder
De tidligste spor af menneskelig aktivitet på Møn stammer fra Maglemosekulturen for omkring 11.500 år siden, kort efter istidens afslutning. Fund af mikrolitter, harpuner og knogleværktøj fra kystnære områder som Borre Mose viser, at øen blev besøgt af jæger-samlere, der udnyttede det rige dyreliv i både skov og hav.
Fra Kongemosekulturen og Ertebøllekulturen er der fundet flinteøkser, fiskeredskaber og køkkenmøddinger med muslingeskaller, som vidner om en levevis baseret på jagt, fiskeri og indsamling.

### Bondestenalder
Omkring 3900 f.Kr. begyndte agerbruget at præge Møn. Befolkningen opførte et stort antal stendysser, langdysser og gravkamre, der i dag er blandt Danmarks bedst bevarede. Øen rummer over 100 registrerede gravhøje fra stenalderen, hvoraf flere er særligt markante:
- Grønsalen – Danmarks længste langdysse på ca. 102 meter, omgivet af op til 134 randsten.[4]
- Klekkende Høj – en dobbelt jættestue fra ca. 3200 f.Kr., kendt for sin unikke tvillingeopbygning med to parallelle kamre.[5]
- Kong Asgers Høj – en velbevaret jættestue med et 10 meter langt dækstensloft, tilgængelig for besøgende.[6]
- Sømarkedyssen – en enkeltgravsdysse med markante randsten, beliggende nær Røddinge. Dekoreret med flere helleristninger.[7]

Disse monumenter vidner om et velorganiseret bondesamfund med komplekse sociale strukturer og religiøse forestillinger. Fund af slebne flintøkser, keramikskår og kværnsten i tilknytning til højene viser en overgang til et fastboende landbrugssamfund.

## Bronzealderen
I bronzealderen (ca. 1700–500 f.Kr.) oplevede Møn en markant kulturel og social udvikling. Landskabet blev præget af et stort antal gravhøje, ofte placeret på højtliggende terræn med udsigt over havet. Disse høje fungerede både som gravsteder og som synlige magt- og statusmarkører for de ledende slægter. Mange af højene på Møn stammer fra ældre bronzealder, mens nogle blev genbrugt eller udbygget i yngre bronzealder.
Et af de mest markante fund fra perioden er Busenebrønden, en udhulet elletræstamme, der har fungeret som offerbrønd. Den blev fundet øst for Busene Have og dateres til omkring 800 f.Kr. Brønden indeholdt dyreknogler, bronzesmykker og redskaber, hvilket tyder på rituelle nedlæggelser knyttet til frugtbarhedskult eller forfædredyrkelse.
Store Klinteskov og områdets bakkelandskab rummer også store samlinger af gravhøje fra bronzealderen, ofte dækket af lyng og skov. Arkæologiske undersøgelser har afsløret grave med bronzesværd, rageknive, halsringe og bælteplader, der vidner om kontakt til fjerne egne gennem handel og udveksling af luksusvarer som rav, kobber og tin.
Bronzealderens samfund på Møn var sandsynligvis baseret på en kombination af landbrug, kvægavl og specialiseret håndværk. Kystnære bopladser antyder, at havet også var en vigtig ressource, både som fiskeriområde og som transportvej for handel.
I Busene Have findes spor fra både bronzealder og senere også fra vikingetid, herunder bautasten og stensætninger, som sandsynligvis har haft rituelle funktioner.

## Jernalderen
I jernalderen (ca. 500 f.Kr.–800 e.Kr.) var øen præget af en blanding af agerbrug, kvægavl og kystnært fiskeri. Befolkningen boede i landsbyer med langhuse af træ og lerklining, omgivet af marker, hegn og kreaturfolde.
Arkæologiske udgravninger på Møn har afsløret bopladser med ildsteder, stolpehuller og affaldsgruber med keramikskår, dyreknogler og jernslagger, hvilket vidner om lokal jernproduktion. De mange gravhøje i landskabet blev fortsat brugt i jernalderen – enten til nye begravelser eller som markeringspunkter i terrænet.
Fund fra yngre romersk jernalder og germansk jernalder omfatter importeret romersk glas, bronzekar og mønter, hvilket vidner om handelsforbindelser til fjerne egne. I gravfund fra denne periode er der fundet fornemme våbenudstyrssæt, fibler og guldringe, der antyder en høvdingedrevet samfundsstruktur.
Langs kysterne er der gjort fund af fiskeredskaber og anløbspladser, hvilket peger på, at Møn havde en maritim kultur, hvor søfart både tjente som handelstransport og fiskeressource. Kombinationen af landbrug og kysthandel gjorde øen økonomisk alsidig og strategisk placeret i Østersøen allerede før vikingetiden.

## Vikingetiden
I vikingetiden (ca. 800–1050 e.Kr.) havde Møn en strategisk beliggenhed i Østersøen, hvilket gjorde øen til et naturligt knudepunkt for handel og sejlads mellem Sjælland, Skåne og Østersøens øer. Arkæologiske fund viser, at Møn var integreret i det omfattende netværk af nordiske og internationale handelsruter.
Området ved Busene Have rummer stensætninger og bautasten, der sandsynligvis har markeret grave eller rituelle samlingssteder. Her er også gjort fund af arabiske sølvmønter og smykkegenstande, hvilket understreger, at øen var en del af den internationale sølvhandel, som spillede en central rolle i vikingetidens økonomi.
Et spektakulært fund er Mandemarkeskatten, bestående af næsten et kilo sølv i form af armringe, halsringe og mønter. Skatten blev sandsynligvis nedlagt som en form for værdidepot under urolige tider eller som led i en religiøs handling.
Selvom der ikke er fundet egentlige byområder fra vikingetiden på Møn, tyder spor af bebyggelse ved kysterne og små havneanlæg på, at øens befolkning har levet af en kombination af landbrug, fiskeri og handel. Den maritime orientering gjorde Møn til en værdifuld brik i kontrollen over sejladsen gennem Østersøen, og øen har sandsynligvis også haft militær betydning som udkigspost og forsvarspunkt mod sørøveri.

## Middelalderen
I middelalderen (ca. 1050–1536) oplevede Møn økonomisk og kulturel fremgang, især på grund af det omfattende sildefiskeri i Østersøen. Øens placering tæt på de store sildestimer ved Øresund og farvandene omkring Sydsjælland gjorde den til et naturligt udgangspunkt for handel, fiskeri og skibsfart.
Stege voksede i denne periode frem som øens vigtigste by og fik købstadsprivilegier i begyndelsen af 1200-tallet. Byen blev beskyttet af en bymur med voldgrav og byporte, hvoraf Mølleporten stadig er bevaret som et markant middelalderligt bygningsværk.
Det politiske og militære centrum på øen var Stegehus, en kongelig borg opført i 1200-tallet. Borgen fungerede som administrativt midtpunkt for Stegehus Len, der dækkede hele Møn, og var hjemsted for lensmænd, der administrerede skatter, domsmyndighed og forsvaret af øen. Stegehus blev flere gange angrebet, herunder under konflikterne med Hanseforbundet i slutningen af 1300-tallet, men forblev et centralt magtsymbol frem til nedrivningen i 1600-tallet.
Kirkelivet på Møn blomstrede i middelalderen, hvilket ses i de mange bevarede landsbykirker. Særligt bemærkelsesværdige er kalkmalerierne i Elmelunde Kirke, Fanefjord Kirke og Keldby Kirke, udført af Elmelundemesteren omkring 1480–1500. Disse værker tilhører den såkaldte “senmiddelalderlige billedbibel”-tradition og er kendt for deres karakteristiske figurer med store, mandelformede øjne.
Middelalderen bød også på konflikter og uroligheder. Øen blev ind imellem hærget af sørøvere og involveret i magtkampe mellem danske konger og stormænd. Handelsforbindelserne strakte sig dog vidt, og Stege deltog i Østersøhandlen med varer som fisk, korn og håndværksprodukter.

## 1536–1849
Efter reformationen i 1536 overgik kirkens ejendomme på Møn ligesom i resten af landet, til Kronen, og øen blev administreret som en del af Stegehus Len. Denne administrative enhed omfattede hele øen og havde Stegehus som politisk og militært centrum. Lensmanden stod for skatteopkrævning, retspleje og forvaltning af landbrugsjorderne, der i denne periode var underlagt strenge hoveriforpligtelser for bønderne.
Under Grevens Fejde i 1530’erne blev møntskatten fra Møn nedgravet, sandsynligvis af en købmand eller skipper for at beskytte værdier under urolighederne. Skatten, der blev fundet i 2012, består af ca. 750 sølvmønter, herunder sjældne danske og udenlandske prægninger fra slutningen af 1400-tallet og første halvdel af 1500-tallet.
I svenskekrigen 1658-60 forsvarede Møn sig længe, først under Just Ebel og siden under Hans Schrøder (senere adlet som Hans von Løwenhielm). Til sidst gik svenskerne i land fra Bogø og slog forsvarerne ved Lille Damme på Maderne. Møn blev plyndret og rejste sig kun langsomt efter dette tab.
I 1664 blev Møn pantsat til den hollandske købmand Gabriel Marselis, og efter hans død i 1672 blev den overtaget af sønnen Vilhelm (adlet under navnet Gyldencrone). I 1684 blev pantet indløst.
I 1677 blev farvandet ud for Møn skueplads for det berømte slaget ved Møn, hvor den dansk-norske flåde under Niels Juel besejrede en svensk eskadre under Erik Sjöblad. Slaget, der fandt sted den 31. maj – 1. juni, resulterede i, at otte svenske skibe gik tabt, mens de danske tab var minimale. Sejren sikrede midlertidigt dansk herredømme i Østersøen under Den Skånske Krig.
I 1685 blev hestegarden forlagt til Møn, og chefen Samuel Christoph von Plessen blev også amtmand på øen. Det betød en yderligere nedgang for Møn. Jord blev konfiskeret fra bønder til brug for græsning, og bønderne fik yderligere plager i hoveri og plyndringer. Da øen var helt udpint, måtte garden flytte i 1697. Der blev lagt sag an mod Plessen, som blev sat i fængsel, hvor han døde i 1704.
I 1700-tallet var Møn fortsat domineret af landbrug under kronens administration. Vornedskabet blev ophævet i 1696 på den betingelse, at bønder med mere end én søn skulle lade en søn uddanne i sømandsskab. Som følge heraf oprettedes en navigationsskole i Stege i 1701, der dog i 1727 blev flyttet til København.
I 1769 solgte kronen hele det mønske krongods, der blev opdelt i fem hovedgårde: Marienborg, Fanefjord, Sønderskov, Nordfelt, og Klintholm. Hertil kom strøgods som Liselund og Ålebækgård. Bønderne forsøgte selv at købe jorderne, men det lykkedes kun delvist; omkring halvdelen af øens bønder blev i stedet fæstebønder under de nye godser. 
Salget af krongodset afsluttede en periode, hvor hele øen havde været styret direkte af kronen. Den følgende tid, fra ca. 1790 til 1880, blev en blomstrende æra præget af handel, byggeri og markante ændringer i landbruget. Hovedbygninger blev opført, parker anlagt, og landsbyernes jord blev udskiftet, hvilket muliggjorde oprettelsen af mange enmandsbrug.
De nationale landboreformer i slutningen af 1700-tallet førte til ophævelse af landsbyfællesskabet, reformer af fæstevæsenet og gradvis overgang til selveje. På Møn blev reformerne gennemført inden for rammerne af de nye godsstrukturer, ofte på initiativ af godsejerne. Et eksempel er Nordfelt, opført mellem 1774 og 1776 af Jørgen Wichfeld i Elmelunde Sogn, som illustrerer, hvordan nye godsejere byggede herregårde som statussymboler og integrerede dem i kultiverede parkanlæg.
Øen var også påvirket af krige og økonomiske kriser. Under Napoleonskrigene led befolkningen under blokader og handelsforstyrrelser, og kysterne blev udsat for mindre fjendtlige overfald. Skibsfart forblev dog en vigtig del af økonomien, og Stege fungerede som lokalt handelscenter med forbindelse til København og andre havne i Østersøen.

## 1849–1919
Grundloven af 1849 markerede begyndelsen på en ny politisk æra, hvor også landbefolkningen på Møn fik større indflydelse gennem lokale sogneråd. Overgangen fra enevælde til konstitutionelt monarki skabte nye muligheder for lokalt selvstyre og kommunal udvikling.
Landbruget fortsatte med at være øens dominerende erhverv, men i anden halvdel af 1800-tallet skete en markant modernisering. Udskiftning af marker og indførelse af nye redskaber og afgrøder førte til højere produktivitet. På Møn fik særligt sukkerroeproduktion en betydelig rolle, da øens frugtbare morænejord var velegnet til denne afgrøde, og der blev etableret faste leverancer til sukkerfabrikker på Lolland og Falster.
I 1884 opførte De Danske Sukkerfabrikker Stege Sukkerfabrik i Lendemarke ved Stege. Fabrikken blev hurtigt Møns største arbejdsplads og modtog roer fra hele øen gennem et netværk af saftstationer og roebaner. Den producerede sukker frem til 1989, hvorefter bygningerne blev bevaret og senere omdannet til erhvervs- og kulturformål.
Stege fastholdt sin position som øens handelscentrum og havn. Byen havde i denne periode et aktivt håndværks- og handelsliv med skibsværfter, købmandsgårde og markedspladser. Mølleporten, den sidste bevarede byport fra middelalderen, stod stadig som et synligt vartegn for Stege og blev et motiv i datidens postkort og fotografier. 
Infrastrukturen forbedredes markant. I 1870’erne blev der anlagt bedre vejforbindelser mellem Stege og landsognene, og dampskibsruter til København og Sydsjælland gjorde transport af varer og passagerer hurtigere og mere pålidelig. I 1918 blev der vedtaget planer om anlæggelse af jernbaner på Møn, men de blev aldrig etableret grundet manglende finansiering.
Socialt og kulturelt blev perioden præget af foreningslivets fremvækst. Der opstod brugsforeninger, andelsmejerier og landboforeninger, som styrkede bøndernes fællesskab og økonomiske selvstændighed. Skolevæsenet blev udbygget, og nye forsamlingshuse blev opført, hvilket bidrog til et mere organiseret lokalsamfund.
Ved århundredskiftet begyndte turismen så småt at røre på sig. Særligt Møns Klint og Liselund tiltrak besøgende fra hovedstaden, og der opstod pensionater og små hoteller, som lagde grunden til øens senere udvikling som turistmål.

## 1919–nu
Mellemkrigstiden og efterkrigstiden bragte store forandringer til Møn. Landbruget blev gradvist mekaniseret, og nye afgrøder og maskiner øgede produktiviteten. Samtidig begyndte turismen at spille en stadig større rolle, især omkring Møns Klint og Liselund, hvor pensionater, hoteller og sommerhuse tiltrak gæster fra hele landet.
Færgen Møn sejlede fra 1923-1933 ruten fra Kalvehave til Koster på Møn. En afgørende infrastrukturforbedring kom med opførelsen af Dronning Alexandrines Bro, der blev indviet i 1943. Broen forbinder Møn med Sjælland via Kalvehave og erstattede den tidligere færgeforbindelse. Med sine 746 meter var den Danmarks længste bro ved åbningen, og den gjorde det væsentligt lettere at transportere varer og personer til og fra øen. Broen fik stor betydning for erhvervslivet, turismen og den generelle integration af Møn i det sjællandske opland.
Øen Lindholm i Stege Bugt blev erhvervet af staten i 1925 og blev kort efter (1926) indrettet som forsøgsstation for forskning i mund- og klovsyge, en alvorlig kvægsmitte, som ramte titusinder af besætninger i begyndelsen af 1920’erne.
Stationens bygninger omfattede laboratorier, stalde, kontorer og et krematorium, og infrastrukturen blev lagt til rette for maksimal biosikkerhed, inkl. adgangsbegrænsning via færge og aflivning efter eksperimenter. I dag fungerer området stadig som et statsligt center for forskning i husdyrsygdomme, drevet under DTU Veterinærinstituttet, selvom flytning til Sjælland forventes i fremtiden.
Møn Kommune blev oprettet ved kommunalreformen i 1970 ved en sammenlægning af øens sognekommuner. Kommunen dækkede hele Møn samt øerne Nyord og Bogø, og administrationssædet lå i Stege. Man flyttede samtidig fra Stege gamle Rådhus til Storegade nr. 56 på den anden side af Torvet.
Siden 2000 udviklede turismen sig yderligere, med initiativer som etableringen af GeoCenter Møns Klint i 2007 og den populære vandrerute Camønoen på 175 km, som forbinder øens natur- og kulturseværdigheder.
Kulturarven har været et centralt fokusområde, hvilket bl.a. ses i restaureringen af Mølleporten i Stege fra 2020 til 2025, støttet af Realdania og A.P. Møller Fonden.
Ved kommunalreformen i 2007 blev Møn Kommune lagt sammen med Vordingborg Kommune.
Et højdepunkt i nyere tid kom den 13. juli 2025, hvor Møns Klint officielt blev optaget på UNESCOs Verdensarvsliste som anerkendelse af klintens unikke istidslandskab og naturværdier.